# Zemene Mesafint
Zemene Mesafint (geez: ዘመነ መሳፍንት zamana masāfint, obično se prevodi kao Razdoblje sudaca, Razdoblje prinčeva po uzoru na biblijsku Knjigu o Sucima) je razdoblje bezvlašća, velike nestabilnosti i čestih ratova u Etiopskom Carstvu od kraja 18. stoljeća do kraja 19. stoljeća
U tom periodu moć etiopskih careva bila je ozbiljno ugožena i svedena na okolicu Gondara. Tad su se brojni lokalni moćnici (neguši, rasevi, dejazmači) - gospodari rata, međusobno borili za uvećanje svojih teritorija.
Česti uzroci ratova bili su i vjerski sukobi između Etiopske pravoslavne tevahedo crkve i Islama.
.

## Povijest
Početak razdoblja Zemene Mesafint obično se veže uz cara Joasa I. (1755. – 1769. ), kojeg je s carskog trona 1. svibnja 1769. svrgnuo Ras Tigraja Mikael Sehul (1691. – 1779. ). Neki od povjesničara za početak te ere uzimaju krunidbu cara Joasa I. (26. lipnja 1755.) a neki to vežu uz ubojstvo cara Ijasua I. (13. listopada 1706.), kad je po njima otpočeo pad carske moći u Etiopiji. Za kraj te ere uzima se krunidba cara Tevodrosa II., koji je nakon niza krvavih borbi s brojnim lokalnim moćnicima (od Bitke kod Gur Amabe 17. rujna 1852. do Bitke kod Derazge 1855.) uspio ponovno kontrolirati cijelu Etiopiju